# Cruz de la Resistencia (Países Bajos)

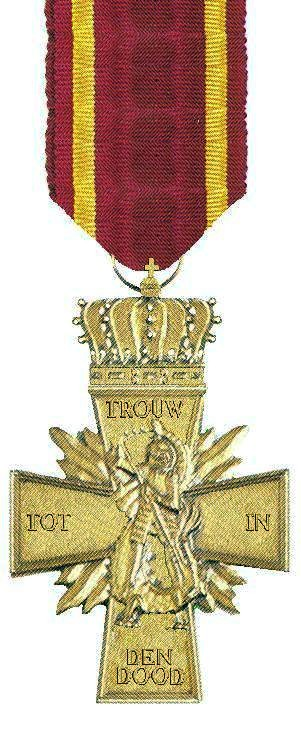
Insignia

La Cruz de la Resistencia 1940-1945 (neerlandés:Medal Verzetskruis 1940-1945) es una condecoración de los Países Bajos, instituida el 3 de mayo de 1946 por la reina Guillermina, y otorgada en reconocimiento del valor individual demostrado en la resistencia en contra los enemigos de los Países Bajos y por el mantenimiento de las libertades. Es una de las condecoraciones más altas que existen en los Países Bajos.
Antes de que los Países Bajos fueron liberados en mayo de 1945, el gobierno neerlandés en Londres había desarrollado un sistema válido y equilibrado de condecoraciones, tanto civiles como militares. 
Además de la ya existente Orden Militar de Guillermo, se crearon otras nuevas como el León de Bronce, la Cruz de Bronce, la Cruz al Mérito o la Cruz del Aviador. Pero no existía una condecoración válida para recompensar a los miembros de las organizaciones de resistencia, mientras que los países del entorno ya habían cubierto este vacío. Como no se llegó al acuerdo de que los hechos de la Resistencia pudiesen ser recompensados con una condecoración militar ya existente, es optó por crear una específica.
Durante la guerra, cada uno de los actos de Resistencia se consideró tan bueno como cualquier otro. Además, otros países habían distinguido a los resistentes holandeses con condecoraciones como la Medalla del rey por el valor en la causa de la libertad británica o la Medalla de la Libertad estadounidense. Por otra parte, existía el deseo personal de la Reina Guillermina conforme al cual el trabajo de la Resistencia había de ser recompensado.
La cruz fue concedida en 2 formatos: 60x36mm. para los supervivientes y 80x48mm. para aquellos que la recibieron a título póstumo.
Ha sido concedida en 95 ocasiones, 93  de ellas a resistentes fallecidos:
- 85 holandeses
- 7 franceses
- 2 belgas[1]
- 1 al Monumento a los judíos muertos durante el Holocausto (en principio se otorgó al “Soldado Judío Desconocido del Ghetto de Varsovia muerto por la Libertad del Pueblo” y había de figurar en un monumento dedicado a tal propósito en Nueva York, pero al no completarse tal monumento, se decidió honrar a todos los judíos asesinados)

## Insignia
Una cruz de bronce sobre una estrella de llamas, y una corona real en la parte superior. En el centro aparece la imagen de San Jorge (que simboliza la Resistencia neerlandesa) matando al dragón (los nazis). En los brazos de la cruz figura la inscripción “TROUW TOT IN DEN DOOD” (Leal hasta la muerte). En el reverso, una espada flamígera rompe una cadena en dos.
Cuelga de un galón carmesí, con una línea de color naranja en cada borde.